# 1216 en santé et médecine
| Années de la santé et de la médecine : 1213 - 1214 - 1215 - 1216 - 1217 - 1218 - 1219    |
| Décennies de la santé et de la médecine : 1180 - 1190 - 1200 - 1210 - 1220 - 1230 - 1240 |

Cet article présente les faits marquants de l'année 1216 en santé et médecine.

## Fondations

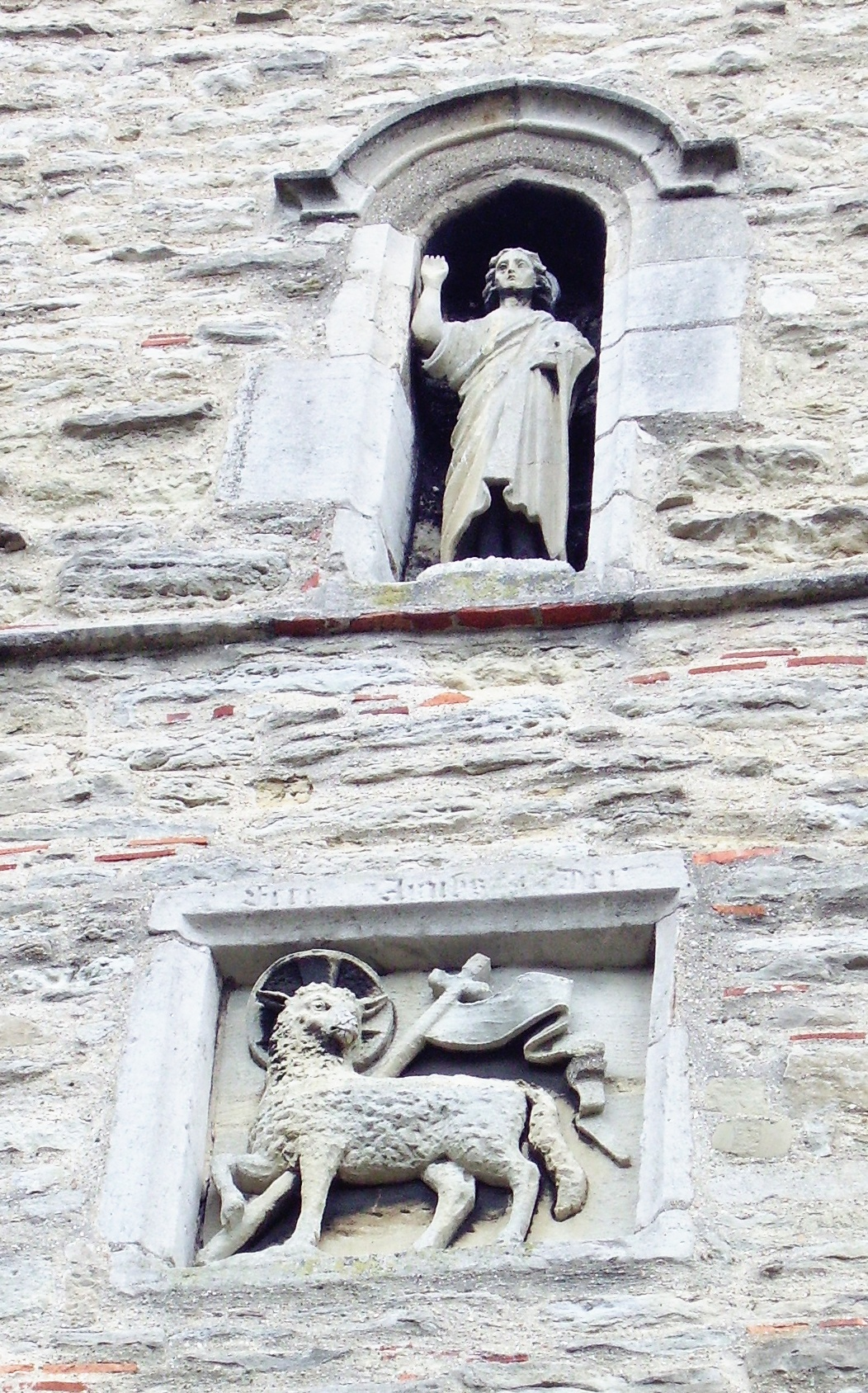
Bedford
St. John the Baptiste

- Le pape Honoré III « approuve la création d'une école de médecine à Bologne[1] ».
- Fondation de l'hôpital Saint-Sauveur de Lille[2].
- Eudes Ier, baron de Pontchâteau, en Haute-Bretagne, fonde un hôpital ou aumônerie, qu'il place sous le patronage de sainte Catherine[3].
- Foulques, évêque de Toulouse, confie aux dominicains l'ancien hôpital de la porte Arnaud-Bernard[4].
- À Bridgwater, dans le comté de Somerset en Angleterre, William Brewer fait construire   l'hôpital Saint-Jean-Baptiste (Hospital of St. John the Baptist), établissement principalement voué à l'accueil des voyageurs, des malades et des enfants démunis[5].
- Première mention de l'hôpital St. John Baptist, fondé à Bedford par Robert de Parys, sans doute vers 1180[6].
- Vers 1216 : Sigebert IV, comte de Werd et landgrave d'Alsace, fonde la commanderie du Saint-Esprit de Stephansfeld, « au bord d'une route très passante à l'écart de Brumath [...] idéale pour l'exercice de l'hospitalité[7] ».

## Divers
- Le pape Honoré III s'efforce de remettre une fois encore en vigueur l'interdiction faite aux clercs d'exercer la médecine, déjà rappelée en 1163 par le 6e concile de Tours[8], et ces injonctions, réitérées en 1219, « marquent le début d'une séparation entre les fonctions de prêtre et de médecin[9] ».
- Hugues de Lucques (it) (1180-1258), chirurgien engagé à vie en 1214 par la cité de Bologne, « est payé six cents lires bolognaises par an pour subvenir aux besoins des habitants en chirurgie[10] ».

## Personnalité
- 1216-1225 : fl. Pierre de Montolieu, médecin, témoin de la rédaction du testament de B. de Corcone en décembre 1216[11].